# Pflaumenglucke

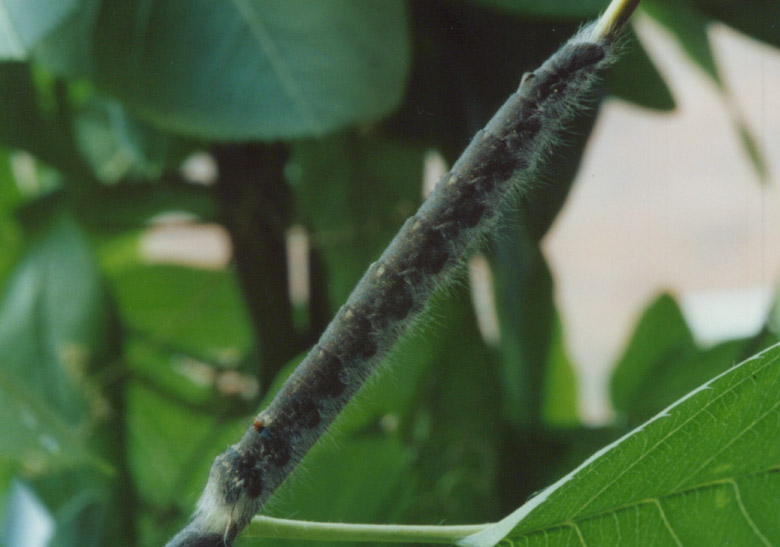
Raupe der Pflaumenglucke

Die Pflaumenglucke (Odonestis pruni), gelegentlich auch als Feuerglucke bezeichnet, ist ein Schmetterling (Nachtfalter) aus der Familie der Glucken (Lasiocampidae).

## Merkmale

### Imago
Die Falter erreichen eine Flügelspannweite von 35 bis 50 Millimetern. Die Flügel sind von kräftig rotbrauner, zuweilen nahezu feuerroter Färbung. Dies macht die Falter zusammen mit dem weißen Mittelfleck und der markanten dunklen Querlinie auf den Vorderflügeln unverwechselbar. Die Außenränder sind gezackt und laufen in einer scharfen Spitze aus. Die Fühler sind beim Männchen lang gekämmt, beim Weibchen mit kurzen Kammzähnen. Die Palpen sind lang und spitz, der Körper dicht wollig behaart.

### Ei
Das Ei ist rundlich, weiß und mit dunkelgrünem Mittelpunkt versehen.

### Raupe
Die junge Raupe ist zunächst dunkelgrau mit weißlichen Rückenflecken. Die erwachsene Raupe ist bläulichgrau und dünn behaart. Am zweiten Segment hat sie einen deutlichen rotgelben Rückenfleck. Der Kopf ist graubraun mit einer gelbroten Zeichnung.

### Puppe
Die Puppe ist schlank, schwarzbraun, ist kurz braun behaart, hat mehrere helle Segmenteinschnitte und einen gerundeten Kremaster.

## Vorkommen
Die Art ist in Europa weit verbreitet, fehlt aber in Norwegen, Schweden und Großbritannien. Sie bevorzugt sonnige Hänge, Obstplantagen, Mischwälder und Gärten.

## Lebensweise
Die Falter sind nachtaktiv. Die Raupen leben ab August und überwintern. Sie schmiegen sich gerne eng an Zweige an und sind dadurch kaum von diesen zu unterscheiden. Die Verpuppung erfolgt in einem weichen gelblichen Gespinst in Astgabeln oder Rindenrissen.

### Flug- und Raupenzeiten
Die Falter fliegen in den meisten Regionen in einer Generation von Mitte Juni bis Anfang August. Die Raupen findet man ab August und nach der Überwinterung bis zum Juni des folgenden Jahres. In warmen, südlichen Gebieten kann auch eine zweite Generation vorkommen, deren Falter kleiner und heller als die der Normalform sind. Die entsprechenden Flugzeiten sind dann: Mai/Juni für die erste und August/September für die zweite Generation.

### Nahrung der Raupen
Die Raupen ernähren sich von den Blättern einer Vielzahl von Laubbäumen und Büschen, wie z. B. Pflaumen, Kirschen, Birnen, Schlehdorn, Erlen, Birken, Eichen, Linden, Salweiden und Hasel.

## Gefährdung und Schutz
In Deutschland ist die Pflaumenglucke nach Kategorie 2 (stark gefährdet) geschützt. Das Vorkommen in den einzelnen Bundesländern ist jedoch ziemlich unterschiedlich.